# Arcydzieło

Mona Lisa Leonarda da Vinci, początek XVI wieku

Arcydzieło – dzieło kultury, które zostało uznane przez odbiorców lub publiczność w pewnym dłuższym okresie za wyróżniające się na tle innych dzieł (literatury, muzyki, filmu, sztuk plastycznych) lub za doskonałe w swoim gatunku. Status arcydzieła nadają odbiorcy w procesie recepcji. Arcydzieło może realizować pewne obowiązujące w danym czasie standardy artyzmu, często jednak jest na tyle oryginalne, że je przekracza. Stąd też liczne dzieła kultury zostały uznane za arcydzieła dopiero wiele lat po ich powstaniu – zostały bowiem początkowo odrzucone przez odbiorców jako bezwartościowe.
Jedną z cech arcydzieła jest jego duża pojemność znaczeniowa – semantyka dzieła jest wciąż reinterpretowana w zmieniających się okolicznościach historycznych i społecznych. Znajomość kanonu dzieł, uznawanych w określonym czasie za arcydzieła, należy do elementów edukacji.